# Karlheinz Essl junior
Karlheinz Essl est un compositeur autrichien né le 15 août 1960 à Vienne.

## Biographie
Il a étudié avec Friedrich Cerha (composition) et avec Dieter Kaufmann (musique électroacoustique) à l'École supérieure de musique de Vienne, puis à l'université de Vienne. Il a passé un doctorat de musicologie en 1989 ; sa thèse Das Synthese-Denken bei Anton Webern a été publiée en 1991. Contrebassiste actif, jusqu'en 1985 il a joué dans des ensembles de musique de chambre et des groupes de jazz expérimental.
Comme compositeur, il a d’abord  contribué au Projet 3 composition programming environment de Gottfried Michael Koenig à Utrecht et Arnheim (1988-1989), transformant plus tard ces recherches en sa propre "Realtime Composition Library" pour Max/MSP. Compositeur en résidence à l'Internationale Ferienkurse für Neue Musik de Darmstadt en 1990-1994, il a complété sa formation à l’IRCAM (Paris), où il a présenté au Festival Résonances 2004 son installation sonore SEELEWASCHEN. Le festival d’été de Salzbourg lui a consacré deux concerts-portrait en 1997.
De 1995 à 2006, il a enseigné la composition assistée par ordinateur dans le Studio for Advanced Music & Media Technology (SAMT) à l'Université privée Anton Bruckner de Linz. Depuis 2007, il est professeur de composition pour la musique électroacoustique et expérimentale à l'Académie de musique et des arts du spectacle de Vienne.

## Sélection d'œuvres
- Helix 1.0, pour quatuor à cordes (1986)
- met him pike trousers, pour grand orchestre (1987)
- Rudiments, pour 4 caisses claires (1989)
- Close the Gap, pour 3 saxophones ténor (1989
- ...et consumimur igni, pour 3 ensembles (1990)
- In's Offene!, pour flûte, clarinette basse, violon et violoncelle (1991)
- Entsagung, pour ensemble et électronique (1993)
- Lexikon-Sonate, composition infinie en temps réel pour un piano contrôlé par ordinateur (1992–2007)
- Déviation, pour ensemble (1993)
- absence, pour violon solo (1996)
- à trois/seul, pour trio à cordes (1998)
- mise en scène, for 10 instruments (1998)
- more or less, composition en temps réel pour solistes et électronique (1999–2002)
- upward, behind the onstreaming it mooned, pour quatuor à cordes (2001)
- blur, pour flûte, violoncelle et vibraphone (2003)
- SEELEWASCHEN, installation sonore (2004)
- Faites vos jeux!, jeu de cartes musical pour violoncelles et/ou trombones (2004)
- Kalimba, pour piano-jouet et CD (2005)
- colorado, pour quatuor de saxophones et électronique en direct (2005–2008)
- Von Hirschen und Röhren, installation sonore pour Beat Zoderer (2006–2007)
- 7x7, pour 4 clarinettes, 4 saxophones, 4 trombones ou 4 guitares électriques (2006–2009)
- AIRBORNE, environnement sonore en plein air (2006)
- Cinq, pour quintette à vent (2007)
- FRÄULEIN ATLANTIS, son et environnement vidéo pour Jonathan Meese (2007)
- Sequitur, cycle pour divers instruments solos et électronique en direct (2008/2009)
- while my guitars gently whip, pour 4 guitares électriques (2008/2009)
- Detune, pour hautbois et grand orchestre (2009)
- Chemi(s)e, pour guitare électrique et 2 ensembles (2009)
- whatever shall be, pour piano-jouet et électronique en direct (2010)
- under wood, pour piano-jouet et ensemble (2012)
- Miles to go, pour 4 pianos-jouets (2012)
- STERN, pour violon électrique et piano (2013)
- Pachinko pour piano-jouet et ordinateur (2013)
- VIRIBVS VNITIS pour  piano-jouet et clavecin (2014)
- RESONAVIT pour cithare at violon électrique (2014)
- Omnia in omnibus sound/video/performance (2014)
- Autumn's leaving pour  pipa et électronique en direct (2015)
- river_run pour guzheng et électronique en direct (2016)
- exit*glue pour trombone et guitare électrique (2016)